# Julio Caro Baroja
Julio Caro Baroja (Madrid, 13 de novembre de 1914 – Bera, 18 d'agost de 1995) fou un antropòleg, historiador, lingüista i assagista espanyol.

## Biografia
Nasqué el 13 de novembre de 1914 a Madrid fill de l'editor Rafael Caro Raggio i Carmen Baroja, nebot del novel·lista Pío Baroja. Fou deixeble de Telesforo Aranzadi, José Miguel Barandiarán, Hermann Trimborn i Hugo Obermaier, els quals el van encaminar a la història i a l'etnografia.
Es va doctorar en Història antiga per la Universitat de Madrid, on va exercir de professor. Posteriorment va dirigir el Museu del Poble Espanyol de Madrid. A finals dels anys setanta va ser nomenat catedràtic extraordinari de la Universitat del País Basc (Euskal Herriko Unibersitatea).

## Trajectòria i guardons
Acadèmic de la Real Academia Española, de la Reial Acadèmia de la Història i de l'Acadèmia de la Llengua Basca. El 1983 fou guardonat amb el Premi Príncep d'Astúries de Ciències Socials, el 1984 amb la Medalla d'Or al Mèrit en les Belles Arts i el Premi Nacional de les Lletres Espanyoles, el 1985 amb el Premi Internacional Menéndez Pelayo i el 1989 amb el Premi Príncep de Viana de la Cultura.
És considerat a Espanya com l'iniciador de l'anomenat enfocament històric-cultural i podem dir que va ser un dels últims savis del segle xx. Fruit de la seva formació i dels mestres que va tenir, els seus primers treballs tracten sobre temes etnogràfics, escrits quan tenia tan sols 15 anys, així com la seva tesi doctoral de 1941, que va iniciar una trilogia molt posterior sobre els cicles de les festes d'hivern (El carnaval, 1965), de primavera (La estación del amor, 1979) i d'estiu (El estío festivo, 1984).
Per diferents raons, tant personals com circumstancials, es va mantenir al marge de la universitat, excepte durant dues curts períodes de docència, un a la ciutat de Coïmbra, i l'altre, molt més tard, al País Basc. Va realitzar nombrosos viatges per Espanya i l'estranger, amb estades perllongades entre 1951 i 1953 als Estats Units i Anglaterra.
En la seva obra, -que arriba a unes set-centes entrades entre llibres, articles, pròlegs i assajos-, destaquen treballs que van ser precursors en el seu moment, encara que ara comptin amb nombrosos seguidors. En els seus primers llibres s'exposa una síntesi de l'etnologia a Espanya i en particular de la del País Basc: Los pueblos del norte de la península Ibérica (1943), Los pueblos de España (1946), Los vascos (1949).
Els seus estudis relacionats amb aspectes tecnològics venen de l'època que va dirigir el Museu del Poble Espanyol. Entre ells caben destacar els dedicats a les arades espanyoles (1949) i els molins de vent (1952), publicats a la Revista de Dialectología y Tradiciones Populares, de la qual fou director durant quinze anys.
Viatjà al Sàhara l'any 1952 va provocar que el seu interés s'orientés vers a les minories ètniques. El 1955 va publicar Estudios saharianos, Los moriscos del reino de Granada (1957) i altres posteriors marquen el sincretisme entre etnografia i història, per ser fruit de la seva investigació als arxius de la Inquisició: Las brujas y su mundo (1961), Vidas mágicas e Inquisición (2 vol., 1967) i, sobretot, Los judíos en la España moderna y contemporánea (3 vol., 1961-1962).
En la seva obra Los vascones y sus vecinos estudia la història antiga de dos pobles, els vascons i els seus veïns d'Aquitània. En aquest llibre incorpora alguna novetats en relació amb escrits anteriors, ja que diu que la llengua que més es pot comparar al basc és la parlada en certs nuclis ètnics antics aquitans i fins i tot pirinencs més orientals.
Va morir el 18 d'agost de 1995 a Bera (Navarra), on també fou enterrat.

## Publicacions
- (ISBN 84-86172-02-0) Aguafuertes del norte (1985) Hispánica de Bibliofilia.
- (ISBN 84-7227-007-6) Algunos mitos españoles (1974) Ediciones del Centro
- (ISBN 84-00-05856-9) Apuntes murcianos: (de un diario de viajes por España, 1950) (1985) Consejo Superior de Investigaciones Científicas
- (ISBN 84-7223-189-5) Arte visoria (1990) Tusquets Editores
- (ISBN 84-7782-594-7) Artesanía de España (1999) Lunwerg Editores, S.A.
- (ISBN 84-7782-297-2) Artesanía y caballos de España (1992) Lunwerg Editores, S.A.
- (ISBN 84-00-05438-5) La aurora del pensamiento antropológico : la antropología en los clásicos griegos y latinos (1991) Consejo Superior de Investigaciones Científicas
- (ISBN 84-7148-028-X) Baile, Familia, Trabajo (1976) Editorial Txertoa
- (ISBN 84-7035-000-5) Los Baroja: memorias familiares (1997) Caro Raggio, Editor
- (ISBN 84-7231-992-X) Bécquer, dos leyendas (1983) Confederación Española de Cajas de Ahorros
- (ISBN 84-206-1012-7) Las brujas y su mundo (1997) Alianza Editorial, S.A.
- (ISBN 84-7148-017-4) Brujería vasca (1985) Editorial Txertoa
- (ISBN 84-226-2307-2) La cara, espejo del alma: historia de la fisiognómica (1995) Círculo de Lectores, S.A.
- (ISBN 84-306-3502-5) El carnaval (1989) Taurus Ediciones, S.A. Grupo Santillana
- (ISBN 84-500-5257-2) La casa en Navarra [Obra completa] Caja de Ahorros y Monte de Piedad de Navarra
- (ISBN 84-7465-011-9) Comentarios sin fe (1979) Nuestra Cultura Editorial
- (ISBN 84-206-9628-5) Conversaciones en Itzea (1992) Alianza Editorial, S.A.
- (ISBN 84-85503-10-4) El crimen de Cuenca (1979) Ediciones BO
- (ISBN 84-7506-003-X) Cuadernos de campo (1979) Ediciones Turner, S.A.
- (ISBN 84-7173-074-X) Cuadernos de campo (1981) Fundación Kutxa Ediciones y Publicaciones
- (ISBN 84-600-2606-X) Cuadernos de Historia de la Medicina Vasca (1982) Universidad del País Vasco. Seminario de Historia de la Medicina Vasca = Euskal Herriko Unibertsitatea. Euskal Medikuntzaren Historia-Mintegia
- (ISBN 84-7785-089-5) De etnología andaluza (1993) Diputación Provincial de Málaga. Centro de Ediciones de la Diputación de Málaga
- (ISBN 84-306-1115-0) De la superstición al ateismo (1986) Taurus Ediciones, S.A. Grupo Santillana
- (ISBN 84-7148-016-6) De la vida rural vasca (1974) Editorial Txertoa
- (ISBN 84-7130-689-1) De leyes penales y de dios legislador (1990) Editoriales de Derecho Reunidas, S.A.
- (ISBN 84-226-2962-3) De los arquetipos y leyendas (1989) Círculo de Lectores, S.A.
- (ISBN 84-7148-187-1) Del país: familia y maestros (1986) Editorial Txertoa
- (ISBN 84-86047-37-4) Del viejo folclore castellano: páginas sueltas (1984) Ámbito Ediciones, S.A.
- (ISBN 84-226-2560-1) Ensayo sobre la literatura de cordel (1988) Círculo de Lectores, S.A.
- (ISBN 84-7435-012-3) Ensayos sobre la cultura popular española (1979) Dosbe
- (ISBN 84-292-9202-0) Ensayos sobre la literatura de cordel (1969) Revista de Occidente, S.A.
- (ISBN 84-7954-415-5) Escritos combativos (1998) Ediciones Libertarias-Prodhufi, S.A.
- (ISBN 84-7090-170-2) España antigua (1986) Ediciones Istmo, S.A.
- (ISBN 84-306-3503-3) La estación de amor (1985) Taurus Ediciones, S.A. Grupo Santillana
- (ISBN 84-226-4042-2) El estío festivo (1992) Círculo de Lectores, S.A.
- (ISBN 84-299-0007-1) Estudio sobre la vida tradicional española (1968) Seminarios y Ediciones, S. A.
- (ISBN 84-00-00109-5) Estudios mogrebíes (1957) Consejo Superior de Investigaciones Científicas
- (ISBN 84-334-7027-2) Estudios saharianos (1990) Ediciones Júcar
- (ISBN 84-297-0606-2) Estudios sobre la vida tradicional española (1988) Edicions 62, S.A.
- (ISBN 84-7148-009-3) Estudios Vascos (1973) Editorial Txertoa
- (ISBN 84-7148-038-7) Estudios vascos: sondeos históricos (1978) Editorial Txertoa
- (ISBN 84-87203-07-8) Euskal jainko eta jainkosak, olentzeroa eta sorgiñak (1989) Gaiak Argitaldaria
- (ISBN 84-226-3765-0) Las falsificaciones de la historia (1996) Círculo de Lectores, S.A.
- (ISBN 84-226-5299-4) Las formas complejas de la vida religiosa: religión, sociedad y carácter en la España de los siglos XVI y XVII [Obra completa] Círculo de Lectores, S.A.
- (ISBN 84-600-5119-6) Formas de cultura y vida tradicional de los pastores y vaqueros en la región de Cantabria (1987) Universidad de Cantabria. Servicio de Publicaciones
- (ISBN 84-7090-235-0) Fragmentos italianos (1992) Ediciones Istmo, S.A.
- (ISBN 84-00-05996-4) Los fundamentos del pensamiento antropológico moderno (1991) Consejo Superior de Investigaciones Científicas
- (ISBN 84-85983-86-6) Gasteiz (1987) Lunwerg Editores, S.A.
- (ISBN 84-7035-084-6) Género biográfico y conocimiento (1986) Caro Raggio, Editor
- (ISBN 84-7090-183-4) Historia de la fisiognómica: el rostro y el carácter (1988) Ediciones Istmo, S.A.
- (ISBN 84-86850-64-9) Historia de los molinos de viento, ruedas hidraúlicas y norias (1995) Instituto para la Diversificación y Ahorro de la Energía
- (ISBN 84-7407-086-4) Historia General del País Vasco (1980) [Obra completa] Haranburu, Luis
- (ISBN 84-7148-240-1) Los hombres y sus pensamientos (1990) Editorial Txertoa
- (ISBN 84-235-0675-4) La hora navarra del xviii (1985) Gobierno de Navarra. Fondo de Publicaciones
- (ISBN 84-600-1497-5) Una imagen del mundo perdida (1979) Universidad Internacional Menéndez Pelayo (Madrid)
- (ISBN 84-344-0687-X) Inquisición, brujería y criptojudaísmo (1970) Editorial Ariel, S.A.
- (ISBN 84-7148-015-8) Introducción a la Historia social y económica del pueblo vasco (1974) Editorial Txertoa
- (ISBN 84-7090-103-6) Introducción a una historia contemporánea del anticlericalismo español (1980) Ediciones Istmo, S.A.
- (ISBN 84-226-4258-1) Jardín de flores raras (1995) Círculo de Lectores, S.A.
- (ISBN 84-7090-089-7) Los judíos en la España Moderna y Contemporánea [Obra completa] Ediciones Istmo, S.A.
- (ISBN 84-7291-984-6) El laberinto vasco (1986) Grupo Axel Springer, S.L.
- (ISBN 84-87203-77-9) Lamiak, sorginak eta jainkosak : zuhaitzak eta naturarekiko kultuak Euskal Herrian (1995) Gaiak Argitaldaria
- (ISBN 84-7517-300-4) La magia demoniaca (1990) Ediciones Hiperión, S.L.
- (ISBN 84-7148-205-3) Magia y brujería : (variación sobre el mismo tema) (1987) Editorial Txertoa
- (ISBN 84-00-07715-6) Miscelánea histórica y etnográfica (1998) Consejo Superior de Investigaciones Científicas
- (ISBN 84-7035-178-8) El mito del carácter nacional (2004) Caro Raggio, Editor
- (ISBN 84-299-0010-1) El mito del carácter nacional. Meditaciones a contrapelo (1970) Seminarios y Ediciones, S. A.
- (ISBN 84-7148-175-8) Mitos vascos y mitos sobre los vascos (1985) Editorial Txertoa
- (ISBN 84-206-7860-0) Los moriscos del reino de Granada (2003) Alianza Editorial, S.A.
- (ISBN 84-8109-123-5) Los mundos soñados (1996) Galaxia Gutenberg; Círculo de Lectores, S.A.
- (ISBN 84-226-2965-8) Los mundos soñados de Julio Caro Baroja (1996) Círculo de Lectores, S.A.
- (ISBN 84-505-3540-9) Museos imaginados (1986) Museo Etnográfico (Grandas de Salime)
- (ISBN 84-226-3722-7) Navarra (1993) Círculo de Lectores, S.A.
- (ISBN 84-306-1233-5) Paisajes y ciudades (1986) Taurus Ediciones, S.A. Grupo Santillana
- (ISBN 84-7223-107-0) Palabra, sombra equívoca (1989) Tusquets Editores
- (ISBN 84-7148-189-8) Problemas vascos de ayer y de hoy (1986) Editorial Txertoa
- (ISBN 84-7090-073-0) Los pueblos de España [Obra completa] Ediciones Istmo, S.A.
- (ISBN 84-7423-486-7) Los pueblos de la península ibérica: temas de etnografía española (1991) Editorial Crítica
- (ISBN 84-7148-007-7) Los pueblos del Norte (1977)Editorial Txertoa
- (ISBN 84-312-0051-0) Lo que sabemos del folclore (1967) Gregorio del Toro
- (ISBN 84-85112-96-2) Quince estudios etnográficos navarros (2003) Ediciones y Libros, S.A.
- (ISBN 84-7684-979-6) Razas, pueblos y linajes (1990) Universidad de Murcia. Servicio de Publicaciones
- (ISBN 84-00-06261-2) Realidad y fantasía en el mundo criminal (1986) Consejo Superior de Investigaciones Científicas
- (ISBN 84-7090-214-8) Reflexiones nuevas sobre viejos temas (1990) Ediciones Istmo, S.A.
- (ISBN 84-7483-238-1) La religión romana en Hispania (1982) Ministerio de Cultura. Publicaciones
- (ISBN 84-7090-051-X) Ritos y mitos equívocos (1974) Ediciones Istmo, S.A.
- (ISBN 84-306-0052-3) Romances de ciego (1995) Taurus Ediciones, S.A. Grupo Santillana
- (ISBN 84-85869-65-6) El romancillo del tío Miguelillo (1988) José Esteban, Editor
- (ISBN 84-306-2055-9) Semblanzas ideales: maestros y amigos (1972) Taurus Ediciones, S.A. Grupo Santillana
- (ISBN 84-206-1114-X) El señor inquisidor y otras vidas por oficio (1997) Alianza Editorial, S.A.
- (ISBN 84-206-4620-2) El señor inquisidor (1994) Alianza Editorial, S.A.
- (ISBN 84-239-7838-9) Ser o no ser vasco (1998) Espasa-Calpe, S.A.
- (ISBN 84-7148-204-5) Sobre el mundo Ibérico-Pirenaico (1988) Editorial Txertoa
- (ISBN 84-7148-111-1) Sobre historia y etnografía vasca (1983) Editorial Txertoa
- (ISBN 84-7148-052-2) Sobre la lengua vasca y el vasco-iberismo (1988) Editorial Txertoa
- (ISBN 84-7148-068-9) Sobre la religión antigua y el calendario del pueblo vasco (1984) Editorial Txertoa
- (ISBN 84-00-04984-5) Sobre la toponimia del Pirineo aragonés (1981) Consejo Superior de Investigaciones Científicas
- (ISBN 84-292-9605-0) Teatro popular y magia (1974) Revista de Occidente, S.A.
- (ISBN 84-226-5855-0) Tecnología popular española (1996) Círculo de Lectores, S.A.
- (ISBN 84-7090-102-8) Temas castizos (1980) Ediciones Istmo, S.A.
- (ISBN 84-89318-79-4) Temas culturales vascos (1995) Real Sociedad Bascongada de los Amigos del País. Delegación en Corte
- (ISBN 84-7863-002-3) Terror y terrorismo (1989) Actualidad y Libros, S.A.
- (ISBN 84-233-1642-4) Toledo (1988) Ediciones Destino, S.A.
- (ISBN 84-7148-014-X) Vasconiana (1974) Editorial Txertoa
- (ISBN 84-7090-010-2) Los vascos (1995) Ediciones Istmo, S.A.
- (ISBN 84-300-0368-1) Los vascos y el mar (1979) Petróleos del Norte, S.A. (Somorrostro)
- (ISBN 84-7148-026-3) Los vascos y la historia a través de Garibay (1972) Editorial Txertoa
- (ISBN 84-7148-012-3) Vecindad, familia, técnica (1974) Editorial Txertoa
- (ISBN 84-7035-499-X) Las veladas de santa Eufrosina (1995) Caro Raggio, Editor
- (ISBN 84-226-3395-7) Vidas mágicas e Inquisición [Obra completa] Círculo de Lectores, S.A.
- (ISBN 84-7506-018-8) Vidas poco paralelas (1981) Ediciones Turner, S.A.
- (ISBN 84-00-00110-9) Una visión de Marruecos a mediados del siglo XVI (1956) Consejo Superior de Investigaciones Científicas